# 六輻食蚊魚
六輻食蚊魚，為輻鰭魚綱鯉齒目鯉齒亞目花鳉科的其中一種，分布於中美洲墨西哥的淡水流域，體長可達2.6公分，棲息在植被生長的溪流、水塘，屬肉食性，生活習性不明。

## 擴展閱讀
維基物種上的相關：六輻食蚊魚